# Jonas Krumrey
Jonas Krumrey (Prien am Chiemsee, 25 november 2003) is een Duits voetballer die als doelman speelt. In 2021 maakte hij bij FC Liefering in de Oostenrijkse 2. Liga zijn debuut in het betaalde voetbal. Sinds juli 2025 staat hij onder contract bij het Duitse Holstein Kiel.

## Clubloopbaan

### Jeugd
Krumrey begon op jonge leeftijd bij Tus Prien en speelde daarna voor TSV 1860 Rosenheim, voordat hij in 2016 werd opgenomen in de jeugdopleiding van Bayern München. Een jaar later stapte hij over naar de jeugd van Red Bull Salzburg. In het seizoen 2019/20 speelde hij voor de onder-16, maar door de coronapandemie kwam hij slechts beperkt in actie. Het daaropvolgende seizoen (2020/21) maakte hij deel uit van de onder-18, waarmee hij het landskampioenschap behaalde. Aansluitend sloot hij zich aan bij de senioren, maar hij bleef ook inzetbaar in de jeugd. Zo kwam hij in 2022/23 nog uit in de UEFA Youth League, waarin Salzburg in de achtste finale werd uitgeschakeld door Real Madrid. Dat duel betekende zijn laatste optreden op jeugdniveau.

### FC Lievering
Krumrey zat in het seizoen 2020/21 als A-junior regelmatig als reserve achter eerste doelman Daniel Antosch bij FC Liefering. Voorafgaand aan het seizoen 2021/22 tekende hij zijn eerste profcontract, dat liep tot medio 2024, en werd hij onderdeel van de selectie van het team, dat sinds 2012 functioneert als reserveteam van Red Bull Salzburg. In de eerste drie competitiewedstrijden was hij tweede doelman achter Adam Stejskal, maar op 13 augustus 2021 kreeg hij van trainer René Aufhauser zijn debuut in het betaald voetbal tijdens de thuiswedstrijd in de 2. Liga tegen SKU Amstetten. Gedurende het seizoen wisselden hij en Stejskal regelmatig van positie in het doel. In het seizoen 2022/23 werd Krumrey onder de nieuwe trainer Fabio Ingolitsch de vaste eerste doelman van Liefering en kwam hij tot 27 basisplaatsen. Dat seizoen droeg hij af en toe de aanvoerdersband; voor het eerst gebeurde dit op 10 september 2022 in de wedstrijd tegen SKN Sankt Pölten

### Red Bull Salzburg
In juni 2023 verlengde Krumrey zijn contract bij Red Bull Salzburg tot 2027. Gedurende het seizoen 2023/24 zat hij als tweede doelman achter Alexander Schlager voornamelijk op de bank en kwam hij niet in actie. In het seizoen 2024/25 werd hij definitief aan de eerste selectie toegevoegd. Bij de start van de competitie werd al snel duidelijk dat hij derde doelman zou zijn achter de gehuurde Janis Blaswich en Alexander Schlager. Om speelminuten te vergaren, werd hij uitgeleend aan het Deense Lyngby BK, uitkomend in de Superligaen, waar hij een teleurstellend seizoen kende met weinig speelgelegenheid. Na zijn terugkeer werd hij door trainer Thomas Letsch opgenomen in de selectie voor het wereldkampioenschap voetbal voor clubs in de Verenigde Staten, waar hij drie wedstrijden als reserve achter Christian Zawieschitzky op de bank zat. Kort na terugkomst besloot Krumrey Salzburg te verlaten om in zijn geboorteland meer kansen te krijgen en maakte hij de overstap naar het naar de 2. Bundesliga gedegradeerde Holstein Kiel.

#### Verhuur aan Lyngby BK
In augustus 2024 werd bekend dat Krumrey voor het seizoen 2024/25 werd verhuurd aan de Deense club Lyngby BK. Op 26 augustus maakte hij zijn debuut in de Superligaen tijdens de met 1-0 verloren uitwedstrijd tegen Viborg FF. Hierna speelde hij nog een bekerwedstrijd en twee competitiewedstrijden, waarna hij door een onbekende blessure tot het einde van het seizoen niet meer in actie kwam. Lyngby degradeerde aan het einde van het seizoen naar de 1. division, het tweede niveau van het Deense voetbal. Krumrey keerde daarna terug naar Red Bull Salzburg.

### Holstein Kiel
In juli 2025 tekende Krumrey een tweejarig contract bij de Noord-Duitse club Holstein Kiel, geldig tot 2027. Tijdens de voorbereiding maakte hij een sterke indruk, waardoor trainer  Marcel Rapp hem bij de start van het seizoen 2025/26 de voorkeur gaf boven Timon Weiner.  Krumrey maakte zijn debuut op 2 augustus 2025 in de met 2-1 verloren uitwedstrijd tegen SC Paderborn 07.

## Clubstatistieken
| Seizoen | Club          | Competitie    | Competitie | Competitie | Beker | Beker | Totaal | Totaal |
| Seizoen | Club          | Competitie    | Wed.       | Dlp.       | Wed.  | Dlp.  | Wed.   | Dlp.   |
| ------- | ------------- | ------------- | ---------- | ---------- | ----- | ----- | ------ | ------ |
| 2021/22 | FC Liefering  | 2. Liga       | 12         | 0          | 0     | 0     | 1      | 1      |
| 2022/23 | FC Liefering  | 2. Liga       | 26         | 0          | 0     | 0     | 26     | 0      |
| 2023/24 | FC Liefering  | 2. Liga       | 19         | 0          | 0     | 0     | 19     | 0      |
| 2024/25 | → Lyngby BK   | Superligaen   | 3          | 0          | 1     | 0     | 4      | 0      |
| 2025/26 | Holstein Kiel | 2. Bundesliga | 2          | 0          | 0     | 0     | 2      | 0      |
| Totaal  | Totaal        | Totaal        | 62         | 0          | 0     | 0     | 63     | 0      |

Bijgewerkt t/m 16 augustus 2025.